# Antichiropus teres
Antichiropus teres är en mångfotingart som beskrevs av Karl Wilhelm Verhoeff 1924. Antichiropus teres ingår i släktet Antichiropus och familjen orangeridubbelfotingar. Inga underarter finns listade i Catalogue of Life.